# 최근태
최근태(崔根泰, 1994년 4월 26일 ~ )는 전 KBO 리그의 KIA 타이거즈 선수이다.